# Plochonos chilský
Plochonos chilský (Callanthias platei) je paprskoploutvá ryba z čeledi plochonosovití (Callanthiidae).
Druh byl popsán roku 1898 ichtyologem Franzem Steindachnerem.

## Popis a výskyt
Maximální délka ryby je 19,2 cm.
Tělo podlouhlé, zploštělé, růžovofialové barvy. Ploutve červené. Břišní část růžová.
Byla nalezena ve vodách jihovýchodního Pacifiku: ostrovy Neštěstí a ostrovy Juana Fernándeze.